# Capitão de longo curso
Capitão de longo curso, na marinha mercante, é o capitão de navio de grande porte e que percorre grandes distâncias. Age com poderes e funções relativas à polícia marítima, ordem pública e tutela de certos direitos no âmbito da embarcação. No Brasil, historicamente, foi um ofício ocupado apenas por homens, todavia, no ano de 2012, Hildelene Lobato Bahia foi nomeada, tornando-se a primeira mulher do país a ocupar a função.